# 중도 (불교)
중도(中道)는 불교에서 '치우치지 아니하는 바른 도리'를 말한다.
고타마 붓다는 29세에 출가하여 35세에 깨달음을 얻어 붓다가 될 때까지의 6년간 그 대부분을 가혹한 고행의 길에 정진하였다. 그러나 그 고행도 고타마 붓다에 있어서는 몸을 괴롭게 하는 것뿐으로서 참된 인생 문제의 해결은 되지 않았다. 출가 전의 고타마 붓다는 왕자로서 물질적으로는 풍족하여 즐거움에 찬 생활을 보내고 있었으나 그러한 물질적인 풍족함만으로는 인간은 구원받지 못한다는 것도 알고 있었다. 그리하여 고타마 붓다는 출가 전의 쾌락(樂行)도 출가 후의 고행도 모두 한편에 치우친 극단이라고 하며 이것을 버리고 고락 양면을 떠난 심신(心身)의 조화를 얻은 중도(中道)에 비로소 진실한 깨달음의 길이 있다는 것을 스스로의 체험에 의해서 자각하였다. 성도(成道) 후 그때까지 함께 고행을 하고 있던 5인의 비구(比丘)들에게 가장 먼저 설교한 것이 중도의 이치였다.
중도는 팔정도라고 하는 구체적인 실천에 의해서 지탱되는 준엄한 도이며, 여기서는 나태 · 번뇌 · 노여움 · 어리석음에 의해서 부지 중 어떤 것에 집착하려고 하는 어떠한 치우침도 모두 버려야 할 것이 강조된다.

## 중도·연기·공
불교, 특히 대승불교의 공 사상(空思想)에서는, 공(空)을 관조하는 것이 곧 연기(緣起)의 법칙을 보는 것이며 또한 진실한 세계인 중도(中道)의 진리에 눈을 뜨는 것이라고 주장한다. 그리고 이러한 관점은 또한 대승불교 실천의 기초가 된다고 주장한다. 이에 대해서는 특히 대승경전 중 《반야경(般若經)》과 이에 입각하여 용수(龍樹)가 저술한 논서인 《중론(中論)》에서 명백하게 밝혀 두고 있다. 《중론》 제24장 〈관사제품(觀四諦品)〉에는 아래와 같은 유명한 "인연소생법(因緣所生法: 법 · 존재 또는 현상은 인과 연에 의해 생겨난다)"의 게송이 있다.

| 諸法有定性。則無因果等諸事。如偈說。 眾因緣生法 我說即是無 亦為是假名 亦是中道義 未曾有一法 不從因緣生 是故一切法 無不是空者 眾因緣生法。我說即是空。何以故。 眾緣具足和合而物生。是物屬眾因緣故無自性。 無自性故空。空亦復空。但為引導眾生故。 以假名說。離有無二邊故名為中道。 是法無性故不得言有。亦無空故不得言無。 若法有性相。則不待眾緣而有。 若不待眾緣則無法。是故無有不空法。 |  | 각각의 법이 고정된 성품(定性)을 지니고 있다면 곧 원인과 결과 등의 모든 일이 없어질 것이다. 때문에 나는 다음과 같은 게송으로 설명한다. 여러 인(因)과 연(緣)에 의해 생겨나는 것이 법(法: 존재)이다. 나는 이것을 공하다(無)고 말한다. 그리고 또한 가명(假名)이라고도 말하며, 중도(中道)의 이치라고도 말한다. 단 하나의 법(法: 존재)도 인과 연을 따라 생겨나지 않은 것이 없다. 그러므로 일체의 모든 법이 공하지 않은 것이 없다. 여러 인(因)과 연(緣)에 의해 생겨나는 것인 법(法: 존재)을 공하다(空)고 나는 말한다. 왜 이렇게 말하는가? 여러 인과 연이 다 갖추어져서 화합하면 비로소 사물이 생겨난다. 따라서 사물은 여러 인과 연에 귀속되는 것이므로 사물 자체에는 고정된 성품(自性 · 자성)이 없기 때문이다. 고정된 성품(自性 · 자성)이 없으므로 공(空)하다. 그런데 이 공함도 또한 다시 공한데, (이렇게 공함도 다시 공하다고 말할 수 있는 이유는, 사물이 공하다고 말한 것은) 단지 중생을 인도하기 위해서 가명(假名)으로 (공하다고) 말한 것이기 때문이다. (사물이 공하다고 말하는 방편과 공함도 공하다고 말하는 방편에 의해) "있음(有)"과 "없음(無)"의 양 극단(二邊)을 벗어나기에 중도(中道)라 이름한다. 법(法: 존재)은 고정된 성품(性 · 自性 · 자성)을 가지고 있지 않기 때문에 법(法: 존재)을 "있음(有)"이라고 말할 수 없다. 또한 법(法: 존재)은 공한 것도 아니기 때문에 법(法: 존재)을 "없음(無)"이라고 말할 수도 없다. 어떤 법(法: 존재)이 고정된 성품(性相 · 성상 · 自性 · 자성)을 가지고 있다고 한다면, 그 법은 여러 인과 연에 의존하지 않은 채 존재하는 것이 된다 (따라서 연기의 법칙에 어긋난다). 여러 인과 연에 의존하지 않는다면 (연기의 법칙에 어긋나므로 생겨날 수 없고, 따라서) 그 법(法: 존재)은 없는 것(존재할 수 없는 것)이다. (연기의 법칙에 의해 지금 존재하고 있는 것을 존재하고 있지 않다고 말하는 것은 자가당착이다. 이러한 모순이 일어나지 않으려면 다음을 대전제로 인정할 수 밖에 없다.) 그러므로 공하지 않은 법(즉, 연기하지 않는 존재 또는 고정된 성품을 가진 존재)이란 존재할 수 없다. |
— 《중론(中論)》 4권 24장 〈관사제품(觀四諦品)〉, 대정신수대장경

공은 사마타 명상, 연기는 위빠사나 명상을 말한다. 이 두 명상을 최고 경지로 완성하면 이를 중도라고 말한다.

## 이제합명중도설
이제합명중도설(二諦合明中道說)은 6세기 경 고구려의 승랑(僧朗: fl. 500년 전후)이 제창한 인식 방법으로 그의 대표적인 사상이다. "이제합 명중도 설"로 띄어 읽는데, 문자 그대로의 뜻은 "이제(二諦)를 종합하여 중도를 밝힌다"이다. 중도를 밝히는 방법으로 세제(世諦)와 진제(眞諦)의 이제(二諦)를 합명(合明)하는 방법, 즉 정반합지양(正反合止揚)시키는 방법을 쓴 것을 이제합명중도설(二諦合明中道說)이라 한다.
승랑의 활동 당시, 삼론과 함께 《성실론》을 공부하고 있던 당시의 학승들은 모두 이제를 중시하여, 부처는 항상 이제에 의하여 설법했으며, 모든 경전은 이제를 벗어나지 않으며, 이제를 밝히면 모든 경전을 해득하게 된다는 견해를 가졌다. 당시의 학승들은 《성실론》의 영향을 받아 이제(二諦)를 이(理: 진리) 또는 경(境: 경지)으로 보는 약리이제설(約理二諦說)의 견해를 가지고 있었다.  반면 승랑은 이제(二諦)를 교(敎: 방편 또는 수단)로 보는 약교이제설(約敎二諦說)의 견해를 가지고 있었다. 약리이제설(約理二諦說)은 이제를 어떤 고귀한 "이"(理: 진리) 또는 "경"(境: 경지)으로 봄으로써 이제를 어떤 고정된 실체로 여기게 되고 이에 집착하게 되는 결함을 가지고 있었다. 반면 승랑의 약교이제설에서는 이제를 "교", 즉 고정된 성품이 있다는 집착을 타파하여 중도를 밝히는 "방편"으로 보기 때문에, 이제를 실체로 여기는 결함 없이 이제를 통해(즉, 이제를 사용하여) 고정된 성품이 있다는 집착을 제거함으로써  제1의제(第一義諦)인 중도, 즉 진정한 이(理: 진리)가 밝히 드러나게 할 수 있었다.
당시에 승랑의 약교이제설은 공과 중도에 대한 용수의 견해에 진실로 합치하는 것이라고 여겨졌으며, 당시의 중국의 삼론학계에 큰 영향을 미쳤다.

## 지관수행
천태종에서 중요시 하는 것은 지관수행으로, 지법수행은 사마타, 관법수행은 위빠사나라고 부른다.
선한 삼매에 머물러서 온갖 법을 관찰하는 것을 선한 지혜의 모양이라 하고, 삼매의 모양과 지혜의 모양이 다른 줄로 보지 않는 것을, 버리는 모양[捨相]이라 이름한다. 색의 모양[色相]을 취하고, 색의 항상하거나 무상한 모양을 관찰하지 아니하면 삼매라 이름하고, 색의 항상하거나 무상한 모양을 관찰하면, 지혜라 이름하고 삼매와 지혜가 평등하게 온갖 법을 관찰하면 이것을 버리는 모양이라 이름한다. 사마타(奢摩他)는 능히 없앤다[能滅] 이름하나니 온갖 번뇌를 없애는 연고며, 또 사마타는 능히 조복한다 이름하나니 모든 근의 악하고 선하지 못한 것을 조복하는 연고며, 또 사마타는 고요하다 이름하나니 3업을 고요하게 하는 연고며, 또 사마타는 멀리 여읜다 이름하나니 중생으로 하여금 5욕락을 멀리 여의게 하는 연고며, 또 사마타는 능히 맑힌다 이름하나니 탐욕·성내는 일·어리석음의 흐린 법을 맑히는 연고니라. 이런 뜻으로 선정의 모양[定相]이라 이름한다. 비바사나(毘婆舍那)는 바르게 본다[正見] 이름하며, 또 분명히 본다[了見] 이름하며, 또 능히 본다[能見] 이름하며, 두루 본다[遍見]·차례로 본다[次第見]·딴 모양으로 본다[別相見] 이름하나니, 이것을 지혜라고 한다. 우필차(憂畢叉)는 평등이라 이름하며, 다투지 않는다[不諍] 이름하며, 관찰하지 않는다[不觀] 이름하며, 행하지 않는다[不行] 이름하며, 이것을 사(捨)라 한라.[대반열반경]
이 우필차의 경지를 중도라고 부른다. 즉 사마타 명상과 위빠사나 명상을 둘 다 완성한 경지이다.

## 공가중
대승불교를 창시한 용수존자는 중론에서 공, 가, 중을 설명했다. 공관은 사마타, 가관은 위빠사나, 중관은 두 관법을 모두 완성한 관법으로서, 중도를 말한다.
팔정도 수행을 모두 완성하면 부처가 된다고 하는데, 팔정도 중에서 정견, 정념을 위빠사나 명상, 정사유, 정어, 정업, 정명, 정정진, 정정을 사마타 명상이라고 한다.(사제론) 따라서, 팔정도의 8가지를 모두 각각 완성하면 부처가 된다는 말은, 다른 말로, 사마타 명상과 위빠사나 명상을 둘 다 완성하면, 둘의 어디에도 치우치지 않은 중도를 이루어 부처가 된다고 표현한다.

## 같이 보기
- 팔정도
- 연기
- 공
- 반야
- 보리